# 2018年平昌オリンピックのアルゼンチン選手団
2018年平昌オリンピックのアルゼンチン選手団（2018ねんピョンチャンオリンピックのアルゼンチンせんしゅだん）は、2018年2月9日から25日まで大韓民国江原道平昌で開催された2018年平昌オリンピックのアルゼンチン選手団、およびその競技結果。

## メダル
| メダル | 選手名 | 競技 | 種目 |
| ------ | ------ | ---- | ---- |
| 金     |        |      |      |
| 銀     |        |      |      |
| 銅     |        |      |      |